# James P. McGranery

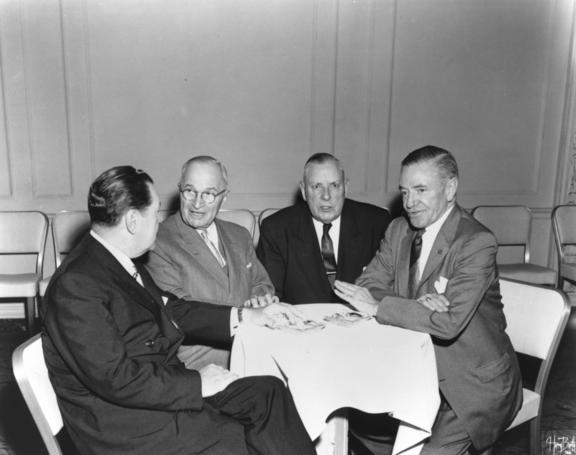
James P. McGranery (ganz rechts). Weitere Personen, von links nach rechts: Ein unidentifizierter Mann, Harry S. Truman und Jesse M. Donaldson.

James Patrick McGranery (* 8. Juli 1895 in Philadelphia, Pennsylvania; † 23. Dezember 1962 in Palm Beach, Florida) war ein US-amerikanischer Jurist, Politiker und Justizminister (Attorney General).

## Erster Weltkrieg und Studium
Nach dem Schulbesuch arbeitete der Sohn irischer Einwanderer als Drucker. Im Ersten Weltkrieg diente er zunächst als Pilot eines Beobachtungsballons im Luftdienst der US Army und später als Adjutant des 111. Infanterieregiments.
Nach dem Wehrdienst beendete er zunächst seine Schulausbildung und absolvierte danach ein Studium der Rechtswissenschaften an der Temple University Law School, das er 1928 mit einem Bachelor of Laws (LL.B.) beendete. Anschließend war er als Rechtsanwalt tätig. 1934 berief ihn der neu gewählte Gouverneur von Pennsylvania, George Howard Earle, zum Vorsitzenden der Registrierungskommission von Philadelphia.

## Politische Laufbahn

### Abgeordneter und Richter
McGranery begann seine politische Laufbahn 1936 mit der Wahl in das US-Repräsentantenhaus, nachdem er zwei Jahre zuvor bei seinen ersten Kandidatur gescheitert war. Dort vertrat der Demokrat von 1937 bis 1943 die Interessen des zweiten Kongresswahldistrikts von Pennsylvania.
Im November 1943 wurde er zum Assistenten des Justizministers ernannt und in dieser Funktion für das Federal Bureau of Investigation (FBI), den Einwanderungs- und Einbürgerungsdienst (INS), das Federal Bureau of Prisons (BOP) und einige andere Behörden des Justizministeriums zuständig.
Am 27. Juni 1945 wurde er Chefassistent von Justizminister Tom C. Clark. Anschließend war er vom 9. Oktober 1946 bis zum 4. April 1952 als Richter am U.S. Bezirksgericht von Ost-Pennsylvania tätig.

### Justizminister unter Präsident Truman
Am 4. April 1952 berief ihn Präsident Harry S. Truman als Justizminister (Attorney General) in sein Kabinett. Als Justizminister hob er das Einreiseverbot gegen Charlie Chaplin auf, das gegen ihn nach der Anklage wegen kommunistischer Sympathien verhängt worden war.
Nach dem Ende von Trumans Amtszeit schied er am 20. Januar 1953 aus dem Justizministerium aus und blieb als Rechtsanwalt in Washington. Er starb während eines Urlaubsaufenthalts in Florida.